# Gianfranco Gallo
Gianfranco Gallo (Nápoles, 5 de diciembre de 1961) es un cantante, actor, dramaturgo, director y escritor italiano.

## Biografía
Hijo del cantante Nunzio Gallo y de la actriz Bianca Maria Varriale, es hermano de Gennaro (Jerry), Loredana (madre del actor Gianluca Di Gennaro) y el también actor Massimiliano.
Su debut en el teatro se produjo en 1981 con la compañía de Roberto De Simone, donde permaneció por tres años. A lo largo de los años, actuó junto a grandes nombres del teatro napolitano, como Carlo Croccolo, Rosalia Maggio, Lina Sastri y otros. En 1988 fundó, junto con su hermano menor Massimiliano, la "Compagnia Gallo", que cuenta con numerosos éxitos teatrales, como la tragedia de Gabriele D'Annunzio Francesca da Rimini, dirigida por Aldo Giuffré. Es autor de veinte comedias y algunos musicales, y es también director teatral.
Debutó en el cine en 1979, con la película Lo scugnizzo de Alfonso Brescia. Entre las varias películas que interpretó, destacan Fortapàsc de Marco Risi, Indivisibili de Edoardo De Angelis, Pinocho de Matteo Garrone y L'ombra di Caravaggio de Michele Placido. Es también autor y director de cortometrajes.
Para la televisión, actuó, entre otros, en el serial Un posto al sole, la serie Don Matteo, el drama criminal Gomorra y el biográfico Maradona, sueño bendito.
Es autor del libro de relatos Napoli da Sotto a Sopra (2011), el ensayo Cuori in ordine Alfabetico (2013) y la novela Segreti e Quarantene (2020).

## Filmografía

### Cine
- Lo scugnizzo, de Alfonso Brescia (1979)
- Delitti, de Giovanna Lenzi (1987)
- Fortapàsc, de Marco Risi (2009)
- A sud di New York, de Elena Bonelli (2010)
- Take Five, de Guido Lombardi (2014)
- Milionari, de Alessandro Piva (2014)
- Tre tocchi, de Marco Risi (2015)
- Indivisibili, de Edoardo De Angelis (2016)
- Quanto basta, de Francesco Falaschi (2018)
- Ricchi di fantasia, de Francesco Miccichè (2018)
- Nevia, de Nunzia De Stefano (2019)
- Pinocho (Pinocchio), de Matteo Garrone (2019)
- School of Mafia, de Alessandro Pondi (2021)
- Ritorno al crimine, de Massimiliano Bruno (2021)
- Fino ad essere felici, de Paolo Cipolletta (2021)
- La cena perfetta, de Davide Minnella (2022)
- L'ombra di Caravaggio, de Michele Placido (2022)

### Televisión
- Un posto al sole – serial de televisión, 17 episodios (2003-2004)
- La nuova squadra – serie de televisión (2009)
- Il clan dei camorristi – serie de televisión, episodios 1x02-1x03 (2013)
- Don Matteo – serie de televisión, episodio 9x02 (2014)
- Sotto copertura – serie de televisión, episodio 1x01 (2015)
- Gomorra – serie de televisión, 10 episodios (2016-2017)
- Squadra mobile – serie de televisión, episodio 2x03 (2017)
- Buonasera Presidente – serie de televisión, 1 episodio (2019)
- Luna Park – serie de televisión,  6 episodios (2021)
- Maradona, sueño bendito - serie de televisión, episodio 7 (2021)